# Culicoides mayeri
Culicoides mayeri är en tvåvingeart som beskrevs av Maurice Emile Marie Goetghebuer 1935. Culicoides mayeri ingår i släktet Culicoides och familjen svidknott.
Artens utbredningsområde är Tyskland. Inga underarter finns listade i Catalogue of Life.